# SYNCHRONIZER
『SYNCHRONIZER』は、万田邦敏監督による2017年の日本映画。

## キャスト
- 万田祐介
- 宮本なつ
- 古川博巳
- 中原翔子
- 大塚怜央奈
- 美谷和枝